# Malepartushütte
Die Malepartushütte ist eine Schutzhütte der Sektion Hildesheim des Deutschen Alpenvereins (DAV). Sie liegt im Harz zwischen Torfhaus und Oderbrück im Landkreis Goslar in Deutschland. Es handelt sich um eine Selbstversorgerhütte ohne Bewirtschaftung.

## Geschichte
Die Sektion Hildesheim wurde am 11. Mai 1889 in Hildesheim als Sektion Hildesheim des Deutschen und Österreichischen Alpenvereins (DuOeAV) gegründet. Am 20. April 1986 erfolgte der Beschluss der Mitgliederversammlung zum Bau einer neuen Hütte. Die Grundsteinlegung fand am 5. September 1987 in Oderbrück statt. Das Richtfest wurde am 26. September im kleinen Kreis gefeiert. Die Malepartushütte wurde am 12. August 1988 eingeweiht und ihrer Bestimmung übergeben. Die Hütte wurde als Ersatz für die alte Hütte im Nationalpark gebaut, der Name wurde von dieser Hütte übernommen. Es existiert ein Parkplatz an der Hütte.

## Hütten in der Nähe
- Basislager Brocken, Selbstversorgerhütte, Harz, 560 m ü. NHN

## Tourenmöglichkeiten
- Von Torfhaus auf den Brocken, Wanderung, Harz, 13,8 km, 4,1 Std.
- Zum Brocken von Malepartus, Wanderung, Harz, 7,5 km, 2 Std.
- 360 Grad Rundumsicht aus 925 m Höhe, Märchenhafter Weg, Torfhausmoor und dreieckiger Pfahl, Wanderung, Harz, 14,2 km, 4 Std.
- Harzer Wandernadel Tour 4 – Oderbrück, Wanderung, Harz, 26,3 km, 5,2 Std.
- Brocken – vom Ehrenfriedhof hinter Torfhaus, Wanderung, Harz, 18,9 km, 5,2 Std.
- Von Oderbrück auf die Achtermannshöhe am Oderteich vorbei, Wanderung, Harz, 10,6 km, 2,3 Std.
- Achtermann Rundweg, Wanderung, Harz, 7,7 km, 2 Std.[3]

## Klettermöglichkeiten
- Klettern im Harz.[4]

## Wintertouren
- Ehrenfriedhof – Kaiserweg – Oderbrück, Winterwanderung, Harz, 2,8 km, 1 Std.
- Ehrenfriedhof – Dreieckiger Pfahl – Kolonnenweg – Goetheweg – Torfhaus, Winterwanderung, Harz, 8 km, 2,3 Std.[5]

## Karten
- Brocken: Rad- & Wanderkarte (wetterfest) Landkarte – Gefaltete Karte 1:25.000, ISBN 978-3-86973-181-0.
- Große Wanderkarte-, Ski- und Radwanderkarte Nationalpark Harz: Ausflüge zum Brocken von Clausthal-Zellerfeld, Goslar, Wernigerode, Herzberg, Braunlage und Schierke (Schöne Heimat) Landkarte – Gefaltete Karte, ISBN 978-3-89591-067-8.
- Kompass Karten 455 Brocken, Nationalpark Harz, Oberharz 3in1 Wanderkarte 1:25.000 mit Aktiv Guide inklusive Karte zur offline Verwendung Landkarte – Gefaltete Karte, ISBN 978-3-99044-921-9.